# 切特列帕利察島
切特列帕利察島（俄语：Остров Четыре Пальца）是俄羅斯的島嶼，位於鄂霍次克海吉日金灣北部，距離瓦爾哈拉姆半島7公里，由馬加丹州負責管轄，長800米、寬600米。
61°45′N 159°24′E / 61.750°N 159.400°E